# Chukuchuk
Il chukuchuk è un piatto tipico della cucina delle Isole Marshall.
Si tratta di un piatto molto semplice: sono delle palline di riso Calrose cotto al vapore, della dimensione di una pallina da golf, ricoperte di polpa di cocco grattugiata. Viene usato come contorno per piatti di pesce e pollame, ma anche per accompagnare la frutta.